# セス・ヘルナンデス
セス・ヘルナンデス（Seth Hernandez, 2006年6月28日 - ）は、アメリカ合衆国カリフォルニア州チノ出身の野球選手（投手）。右投右打。

## 経歴
高校時代の2024年に9勝0敗、防御率0.62、73奪三振を記録。カリフォルニア州のゲータレード年間最優秀選手賞や、ロサンゼルス・タイムズの最優秀選手賞を受賞した。